# Callicostella perpallida
Callicostella perpallida är en bladmossart som beskrevs av Brotherus 1907. Callicostella perpallida ingår i släktet Callicostella och familjen Hookeriaceae. Inga underarter finns listade i Catalogue of Life.